# Lijst van Eerste Kamerleden 1890-1893
Lijst van Eerste Kamerleden 1890-1893 geeft een overzicht van de leden van de Nederlandse Eerste Kamer in de periode tussen de verkiezingen van 1890 en de verkiezingen van 1893. De zittingsperiode van de Eerste Kamer ging in op 16 september 1890 en eindigde op 18 september 1893.
De Eerste Kamer telde 50 leden, gekozen door de leden van Provinciale Staten in de elf provincies. Eerste Kamerleden werden gekozen voor een termijn van negen jaar; om de drie jaar werd een derde deel van de Eerste Kamer vernieuwd.
| Naam                                | groepering                 | provincie     | begindatum        | einddatum         | refs   |
| ----------------------------------- | -------------------------- | ------------- | ----------------- | ----------------- | ------ |
| Dirk van Akerlaken                  | gematigde liberalen        | Noord-Holland | 16 september 1890 | 18 januari 1892   | [ 1 ]  |
| Willem Alberda van Ekenstein        | Liberale Unie              | Groningen     | 01-05-1888 [ e ]  | 14-09-1896 [ f ]  | [ 2 ]  |
| Frederik van Alphen                 | Liberale Unie              | Zuid-Holland  | 01-05-1888 [ e ]  | 14-09-1896 [ f ]  | [ 3 ]  |
| Albert Blijdenstein                 | Liberale Unie              | Overijssel    | 16 september 1890 | 18-09-1899 [ g ]  | [ 4 ]  |
| Adolph Blussé                       | Liberale Unie              | Zuid-Holland  | 01-05-1888 [ e ]  | 18 december 1890  | [ 5 ]  |
| Jan Breebaart                       | Liberale Unie              | Noord-Holland | 25 januari 1892   | 18 september 1893 | [ 6 ]  |
| Jacobus van der Breggen             | Liberale Unie              | Zuid-Holland  | 01-05-1888 [ e ]  | 18 september 1893 | [ 7 ]  |
| Doede Breuning                      | Liberale Unie              | Friesland     | 01-05-1888 [ e ]  | 14-09-1896 [ f ]  | [ 8 ]  |
| Jacobus de Bruijn                   | katholieken                | Noord-Brabant | 16 september 1890 | 12 juni 1892      | [ 9 ]  |
| Herman Bultman                      | Liberale Unie              | Noord-Holland | 01-05-1888 [ e ]  | 14-09-1896 [ f ]  | [ 10 ] |
| Hendrikus Coenen                    | Liberale Unie              | Gelderland    | 01-05-1888 [ e ]  | 14-09-1896 [ f ]  | [ 11 ] |
| Eppo Cremers                        | Liberale Unie              | Zuid-Holland  | 26 januari 1891   | 14-09-1896 [ f ]  | [ 12 ] |
| Cornelis Donker                     | Liberale Unie              | Noord-Holland | 01-05-1888 [ e ]  | 17 december 1891  | [ 13 ] |
| Frans van Eysinga                   | Liberale Unie              | Friesland     | 01-05-1888 [ e ]  | 14-09-1896 [ f ]  | [ 14 ] |
| Eduard Fokker                       | Liberale Unie              | Zeeland       | 8 juni 1892       | 14-09-1896 [ f ]  | [ 15 ] |
| Isaäc Fransen van de Putte          | Liberale Unie              | Zuid-Holland  | 01-05-1888 [ e ]  | 18 september 1893 | [ 16 ] |
| Jan van Gennep                      | Liberale Unie              | Zuid-Holland  | 16 september 1890 | 18-09-1899 [ g ]  | [ 17 ] |
| Johannes Hengst                     | katholieken                | Noord-Brabant | 16 september 1890 | 1 november 1890   | [ 18 ] |
| Joan Huydecoper van Maarsseveen     | gematigde liberalen        | Zuid-Holland  | 01-05-1888 [ e ]  | 29 november 1890  | [ 19 ] |
| Maurits Insinger                    | Liberale Unie              | Noord-Holland | 01-05-1888 [ e ]  | 4 november 1891   | [ 20 ] |
| Jan Kappeyne van de Coppello        | Liberale Unie              | Noord-Holland | 01-05-1888 [ e ]  | 18 september 1893 | [ 21 ] |
| Herman Kist                         | Liberale Unie              | Noord-Holland | 30 november 1891  | 14-09-1896 [ f ]  | [ 22 ] |
| Hendrik van Lier                    | Liberale Unie              | Drenthe       | 01-05-1888 [ e ]  | 18 september 1893 | [ 23 ] |
| Frans van Lynden van Hemmen         | conservatieven             | Gelderland    | 22 december 1890  | 15 mei 1892       | [ 24 ] |
| Léon Magnée                         | katholieken                | Limburg       | 16 september 1890 | 18-09-1899 [ g ]  | [ 25 ] |
| Robert Melvil van Lynden            | Anti-Revolutionaire Partij | Utrecht       | 16 september 1890 | 18-09-1899 [ g ]  | [ 26 ] |
| Willem Merkelbach                   | katholieken                | Noord-Brabant | 01-05-1888 [ e ]  | 14-09-1896 [ f ]  | [ 27 ] |
| Jacob Moolenburgh                   | Liberale Unie              | Zeeland       | 01-05-1888 [ e ]  | 26 april 1892     | [ 28 ] |
| Hendrik Muller                      | Liberale Unie              | Zuid-Holland  | 16 september 1890 | 18-09-1899 [ g ]  | [ 29 ] |
| Albertus van Naamen van Eemnes      | Liberale Unie              | Overijssel    | 01-05-1888 [ e ]  | 14-09-1896 [ f ]  | [ 30 ] |
| Justinus van Nagell                 | conservatief-liberalen     | Gelderland    | 01-05-1888 [ e ]  | 18 september 1893 | [ 31 ] |
| Hermanus Nebbens Sterling           | Liberale Unie              | Zuid-Holland  | 26 januari 1891   | 14-09-1896 [ f ]  | [ 32 ] |
| Anthony Nijsingh                    | Liberale Unie              | Drenthe       | 16 september 1890 | 18-09-1899 [ g ]  | [ 33 ] |
| Franciscus van Nispen tot Pannerden | katholieken                | Gelderland    | 16 september 1890 | 18-09-1899 [ g ]  | [ 34 ] |
| Leo van Nispen tot Sevenaer         | katholieken                | Utrecht       | 01-05-1888 [ e ]  | 18 september 1893 | [ 35 ] |
| Willem van Pallandt van Waardenburg | conservatieven             | Gelderland    | 16 september 1890 | 18-09-1899 [ g ]  | [ 36 ] |
| Hubert Pijls                        | katholieken                | Limburg       | 01-05-1888 [ e ]  | 14-09-1896 [ f ]  | [ 37 ] |
| Menso Pijnappel                     | conservatief-liberalen     | Noord-Holland | 01-05-1888 [ e ]  | 14-09-1896 [ f ]  | [ 38 ] |
| Adrianus Prins                      | Liberale Unie              | Noord-Holland | 29 maart 1892     | 18-09-1899 [ g ]  | [ 39 ] |
| Jan Prins                           | Liberale Unie              | Noord-Holland | 16 september 1890 | 18-09-1899 [ g ]  | [ 40 ] |
| Willem Prinzen                      | katholieken                | Noord-Brabant | 27 november 1890  | 18-09-1899 [ g ]  | [ 41 ] |
| Eduard Rahusen                      | Liberale Unie              | Noord-Holland | 30 november 1891  | 18-09-1899 [ g ]  | [ 42 ] |
| Hubert Regout                       | katholieken                | Limburg       | 01-05-1888 [ e ]  | 18 september 1893 | [ 43 ] |
| Berend van Roijen                   | Liberale Unie              | Groningen     | 01-05-1888 [ e ]  | 18 september 1893 | [ 44 ] |
| Alphons Sassen                      | katholieken                | Noord-Brabant | 7 december 1892   | 18 september 1893 | [ 45 ] |
| Alexander de Savornin Lohman        | Anti-Revolutionaire Partij | Gelderland    | 15 juni 1892      | 14-09-1896 [ f ]  | [ 46 ] |
| Willem Six                          | Liberale Unie              | Zeeland       | 01-05-1888 [ e ]  | 18 september 1893 | [ 47 ] |
| Johannes Smits van Oyen             | katholieken                | Noord-Brabant | 01-05-1888 [ e ]  | 11 september 1892 | [ 48 ] |
| Petrus Smitz                        | katholieken                | Noord-Brabant | 01-05-1888 [ e ]  | 18 september 1893 | [ 49 ] |
| Charles Stork                       | Liberale Unie              | Overijssel    | 01-05-1888 [ e ]  | 18 september 1893 | [ 50 ] |
| Jan van Swinderen                   | Liberale Unie              | Friesland     | 01-05-1888 [ e ]  | 18 september 1893 | [ 51 ] |
| Jacobus Thooft                      | Liberale Unie              | Gelderland    | 01-05-1888 [ e ]  | 18 september 1893 | [ 52 ] |
| Gijsbert van Tienhoven              | Liberale Unie              | Noord-Holland | 16 september 1890 | 21 augustus 1891  | [ 53 ] |
| Sjoerd Vening Meinesz               | Liberale Unie              | Zuid-Holland  | 16 september 1890 | 18-09-1899 [ g ]  | [ 54 ] |
| Johannes Verheyen                   | katholieken                | Noord-Brabant | 01-05-1888 [ e ]  | 14-09-1896 [ f ]  | [ 55 ] |
| Theodorus Viruly                    | Liberale Unie              | Zuid-Holland  | 01-05-1888 [ e ]  | 18 september 1893 | [ 56 ] |
| Benjamin Vlielander Hein            | Liberale Unie              | Zuid-Holland  | 16 september 1890 | 18-09-1899 [ g ]  | [ 57 ] |
| Wilco van Welderen Rengers          | Liberale Unie              | Friesland     | 16 september 1890 | 18-09-1899 [ g ]  | [ 58 ] |
| Derk Welt                           | Liberale Unie              | Groningen     | 16 september 1890 | 18-09-1899 [ g ]  | [ 59 ] |
| Abraham Wertheim                    | Liberale Unie              | Noord-Holland | 01-05-1888 [ e ]  | 18 september 1893 | [ 60 ] |
| Emilius van Zinnicq Bergmann        | katholieken                | Noord-Brabant | 10 augustus 1892  | 18-09-1899 [ g ]  | [ 61 ] |
| Jacob van Zuylen van Nijevelt       | conservatieven             | Gelderland    | 01-05-1888 [ e ]  | 4 november 1890   | [ 62 ] |